# Saint-Dié-des-Vosges
Saint-Dié-des-Vosges je město na severu Francie v departmentu Vosges a regionu Grand Est. Ve městě sídlí diecéze Saint-Dié.

## Historie
- 1507: Cosmographiae Introductio (Martin Waldseemüller)

## Pamětihodnosti
- Katedrála
- Kostel Saint-Martin
- Křížová chodba
- Muzeum Pierre-Noël
- Usine Claude et Duval (architekt Le Corbusier)
- Věž (fr. Tour de la Liberté)
- Camp celtique de la Bure

## Vzděláni
IUT : Institut universitaire de technologie
- Elektrotechnika
- Elektronika
- Informatika (počítačová věda)
- Internet

## Vývoj počtu obyvatel
Počet obyvatel

## Osobnosti města
- Martin Waldseemüller (cca 1470 - cca 1522), německý kartograf
- Jules Ferry (1832 – 1893), právník a politik
- Le Corbusier (1887 – 1965), švýcarský architekt, urbanista, teoretik a malíř
- Yvan Goll (1891 – 1950), německo-francouzský (alsaský) básník

## Partnerská města
- Arlon, Belgie
- Cattolica, Itálie
- Crikvenica, Chorvatsko
- Friedrichshafen, Německo
- Lowell, Massachusetts, USA
- Meckhe, Senegal
- Ville de Lorraine, Kanada
- Zakopane, Polsko